# Theodore Holdheim
Theodore Holdheim (geboren 2. Dezember 1923 in Berlin; gestorben 2. Februar 1985) war ein israelischer Komponist.

## Leben
Theodore Holdheim war ein Sohn des Juristen und Zionisten Gerhard Holdheim (1892–1967) und der Journalistin Alice Baginsky (1897–1986). Nach der Machtergreifung der Nationalsozialisten 1933 emigrierte er mit seinen Eltern nach Palästina. Er wurde Mitglied und Funktionär im Hashomer Hatzair und lebte seit 1938 im Kibbuz Beit Alfa.
Er studierte Naturwissenschaften. Seine musikalische Ausbildung erhielt er in Tel Aviv bei Buch, Yitzhak Edel, Rosovski, Alexander Uriah Boskovitch und Hanoch Jacoby und, als er sich im Auftrag von Hashomer Hatzair in den USA aufhielt, von 1952 bis 1954 mit einem Abschluss an der Juilliard School in New York.
Er unterrichtete Physik, Mathematik, Chemie und Philosophie an der Schule und arbeitete später auch in der Lehrerausbildung an der Hebräischen Universität Jerusalem.
Holdheim komponierte Opern, Kantaten, Orchesterstücke, Chor- und Theatermusik in einem zugänglichen Stil, die Musik konnte von Kibbuzangehörigen in ihrer Freizeit geprobt und aufgeführt werden.
Er heiratete 1954 in den USA die jiddische Lyrikerin Rukhl Fishman (1935–1984), sie haben zwei Adoptivkinder. Holdheim und Fishman starben früh an Erkrankungen.